# Římskokatolická církev v Řecku
Římskokatolická církev tvoří v Řecku malé společenství s odhadovaným počtem věřících 50 000 až 200 000 (připočteme-li imigranty). Ti se soustřeďují zejména v athénské aglomeraci, významnější podíl obyvatelstva tvoří ovšem pouze na některých ostrovech Kyklad (zejm. na Syru).

## Struktura
Řecko se člení na dvě církevní provincie složené celkem z šesti diecézí. Organizačně mimo provincie stojí arcibiskupství v Aténách a na Rhodu, podřízená přímo Svatému stolci a apoštolský vikariát v Soluni. Jak je zřejmé i z množství diecézí vzhledem k velmi nízkému počtu katolíků, je současná církevní organizace do značné míry pozůstatkem středověkých západokřesťanských držav ve východním Středomoří (mapa).
- arcidiecéze Korfu-Zakynthos-Kefalonia (vzn. 1919 sjednocením tří diecézí z 13. a 14. století) bez sufragánních diecézí

- arcidiecéze Naxos-Andros-Tinos-Mykonos (vzn. 1919 sjednocením tří diecézí z 9. až 14. století) se sufragánními diecézemi:
  - diecéze Syros-Mélos (zal. 13. stol.)
  - diecéze Théra (zal. 1204) - spravována ze Syru
  - diecéze Kréta (zal. 1213 jako arcib., bisk. od 1874) - spravována ze Syru
  - diecéze Chios (zal. 13. stol.) - od 1939 vakantní

- arcidiecéze athénská (zal. 1875)
- arcidiecéze rhodská (zal. 1928) - od 1970 vakantní
- apoštolský vikariát soluňský (zal. 1926) - od 1929 vakantní